# ダヴィト・シュルマン
ダヴィト・シュルマン（チェコ語: David Szurman、1981年3月24日 - ）は、チェコスロバキア出身の男性、チェコのアイスダンス選手。パートナーはカテジナ・コヴァロヴァーなど。
2002年ソルトレイクシティオリンピックチェコ代表。1999-2000年、2000-01年シーズンチェコフィギュアスケート選手権優勝。ISUグランプリシリーズ出場4回。

## 経歴
1981年、チェコスロバキアとポーランド国境の町チネツに生まれ、1987年からスケートを始める。
モニカ・クラムナーと組んだ後、カテジナ・コヴァロヴァーとのカップルで1998-99年シーズンチェコフィギュアスケート選手権2位となる。翌1999-2000年シーズンには優勝し、世界フィギュアスケート選手権、ヨーロッパフィギュアスケート選手権に出場。ISUグランプリシリーズロシア杯にも出場し、またカールシェーファーメモリアルなど国際大会で2度表彰台に立つ。
その後2シーズンチェコのトップカップルとして各種大会に出場。2001-02年シーズンには過去最下位のみだったISUグランプリシリーズ大会で11または12組中8位まで順位を上げた。チェコ選手権では2位に止まったが、チェコ代表としてソルトレークシティオリンピックに出場した。

## 主な戦績
- カテジナ・コヴァロヴァーとのカップル

| 大会/年           | 1997-98 | 1998-99 | 1999-00 | 2000-01 | 2001-02 |
| ----------------- | ------- | ------- | ------- | ------- | ------- |
| オリンピック      |         |         |         |         | 20      |
| 世界選手権        |         |         | 26      | 23      |         |
| ヨーロッパ選手権  |         |         | 17      | 19      |         |
| チェコ選手権      |         | 2       | 1       | 1       | 2       |
| GP スケートカナダ |         |         |         |         | 8       |
| GP ロシア杯       |         |         | 10      | 11      | 8       |
| シェーファー記念  |         |         | 3       |         |         |
| ネペラ記念        |         |         | 2       |         |         |
| JS ウクライナ記念 | 10      |         |         |         |         |